# Jugoslawienkriege
10-Tage-Krieg – Kroatienkrieg – Bosnienkrieg – Kosovokrieg

Zerfall Jugoslawiens

Die Jugoslawienkriege, auch Balkankriege, postjugoslawische Kriege oder jugoslawische Nachfolgekriege genannt, waren eine Serie von Kriegen auf dem Gebiet des ehemaligen Jugoslawien, die von 1991 bis 2001 geführt wurden und mit dem Zerfall des Staates verbunden waren.
Nach Volksabstimmungen erklärten im Juni 1991 die jugoslawischen Teilstaaten Slowenien und Kroatien ihre Unabhängigkeit. Im Laufe der Konflikte versuchte die Jugoslawische Volksarmee (JNA) unter der Führung von Veljko Kadijević und Blagoje Adžić diese Unabhängigkeitsbestrebungen militärisch zu vereiteln. Dadurch kam es 1991 zum 10-Tage-Krieg in Slowenien sowie zum bis 1995 dauernden Kroatienkrieg. Im November 1991 erklärte sich Mazedonien unabhängig. Nach der Unabhängigkeitserklärung von Bosnien und Herzegowina im März 1992 begann der bis 1995 dauernde Bosnienkrieg, in dessen Rahmen von 1992 bis 1994 der kroatisch-bosniakische Krieg geführt wurde. Dies waren die ersten Kriege nach der KSZE-Schlussakte von Helsinki, in der sich die europäischen Länder 1975 auf die Unverletzlichkeit der Grenzen geeinigt hatten. Darüber hinaus wurde von 1998 bis 1999 der Kosovokrieg geführt und 2001 erfolgte der albanische Aufstand in Mazedonien.

## Ursachen

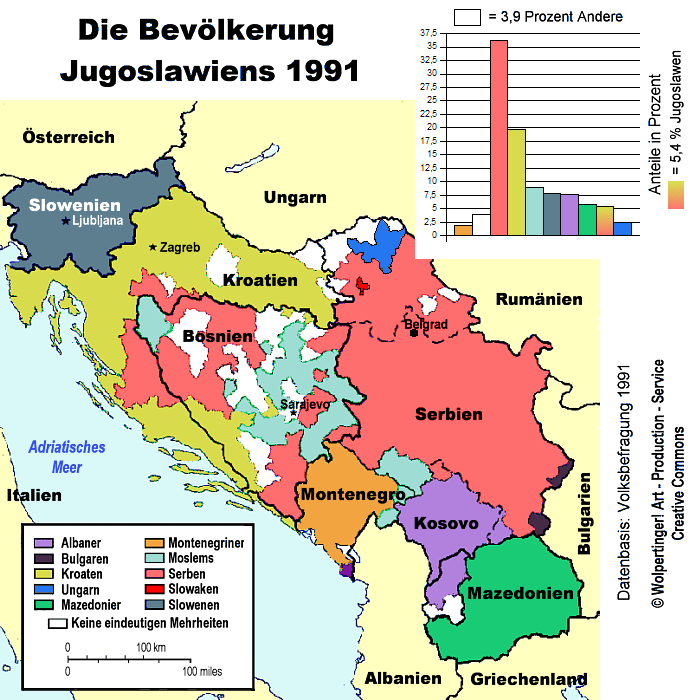
Bevölkerungsmehrheiten in den Regionen Jugoslawiens 1991

Die Jugoslawienkriege wurden durch eine komplexe Vermischung von ethnischen, religiösen und schweren ökonomischen Problemen verursacht, denen sich Jugoslawien seit den 1980er Jahren ausgesetzt sah. Eine wesentliche ökonomische Ursache des Streits zwischen den Republiken lag in der Verteilung der finanziellen Mittel zwischen den Teilrepubliken (ähnlich dem deutschen Länderfinanzausgleich). Angesichts der aufgrund einer Hyperinflation immer geringer zur Verfügung stehenden Mittel beanspruchten Kroatien und Slowenien als die wohlhabenderen Teilrepubliken größere Teile der bei ihnen erwirtschafteten Mittel für sich, während die ärmeren Länder Bosnien und Herzegowina, Mazedonien, Montenegro sowie Serbien mit seinen beiden autonomen Provinzen Kosovo und Vojvodina einen höheren Anteil als Ausgleich für die schlechte Wirtschaftslage für sich verlangten. Dieser Konflikt konnte, auch aufgrund eines nicht klar etablierten Regierungssystems nach Titos Tod 1980, nicht politisch gelöst werden.
In dieser bereits aufgeheizten Atmosphäre veröffentlichte 1986 die Serbische Akademie der Wissenschaften und Künste das SANU-Memorandum, in dem das politische System Jugoslawiens angegriffen wird und von einer systematischen Benachteiligung des serbischen Volkes die Rede ist. Es sprach von einem „Genozid“ an den Serben im Kosovo. Dieses Memorandum verstärkte den immer stärker aufkommenden Nationalismus innerhalb der albanischen und serbischen Volksgruppe, der aber auch innerhalb der anderen jugoslawischen Völker zunahm. Auf serbischer Seite trug besonders die Politik von Slobodan Milošević, der seit 1984 Leiter der Belgrader Regionalgruppe und seit September 1987 Parteisekretär des Bundes der Kommunisten Serbiens war, zur Verschärfung der nationalistischen Spannungen bei. Einen weiteren Auftrieb erhielten diese, als 1989 durch eine unter Milošević initiierte Änderung der serbischen Verfassung die seit den Verfassungsänderungen von 1967 und 1974 praktisch auf Republikstatus ausgeweiteten Autonomierechte der serbischen Provinzen Kosovo und Vojvodina faktisch abgeschafft wurden. Damit wurden deren Stimmen im kollektiven Staatspräsidium für Serbien gesichert und der seit 1967/1974 weitestgehend ausgeschaltete Einfluss der serbischen Regierung auf seine Provinzen wiederhergestellt. In den vorangegangenen Jahrzehnten war dagegen Serbiens Rolle unter Tito gezielt über die Stimmen dieser Provinzen geschwächt worden, um eine den tatsächlichen Bevölkerungsanteilen in Jugoslawien entsprechende Dominanz der serbischen Bevölkerung auf politischer Ebene innerhalb der jugoslawischen Bundesrepublik zu verhindern. Diese Stärkung der serbischen Positionen innerhalb Jugoslawiens geschah im Rahmen der so genannten Antibürokratischen Revolution. Die politische Führung der Regionen wurde durch Gefolgsleute von Milošević ersetzt. Zusätzlich angeheizt wurde das politische Klima auch durch nationalistische, antiserbische und antisemitische Äußerungen des späteren kroatischen Staatspräsidenten Franjo Tuđman, der etwa betonte, dass er stolz bzw. glücklich sei, weder mit einer Serbin noch mit einer Jüdin verheiratet zu sein. In Kroatien kam noch die öffentliche Darstellung von Ustascha-Symbolen, die Diskriminierung von Serben, vor allem im Beruf, das brutale Vorgehen der Polizei, die Verharmlosung serbischer Opfer im Zweiten Weltkrieg und schließlich eine um sich greifende „Serbophobie“ erschwerend hinzu. Anstatt jedoch die Situation zu beruhigen, weckten und schürten kroatische wie serbische Politiker die nationalen Emotionen.
Die Reformvorschläge, wie der Krise beizukommen sei, bewegten sich zwischen zwei Polen, markiert von der slowenischen und kroatischen Parteiführung und der serbischen. Während erstere auf politische und ökonomische Liberalisierung sowie die Umwandlung des Bundesstaates in eine Konföderation setzten, schlug die serbische Führung unter Slobodan Milošević Verfassungsänderungen zur Stärkung des Zentrums vor. Am 28. Dezember 1990 beschloss das serbische Parlament in einer Geheimabstimmung, neues Geld in Höhe von 18,243 Milliarden Dinar (im damaligen Gegenwert von 1,4 Milliarden US-Dollar) durch eine ungedeckte, illegale Anleihe ohne das Wissen der Bundesregierung in den Umlauf zu bringen. Die Regierungen Sloweniens und Kroatiens verurteilten diese Maßnahme als „offenen Raub“.
Im Sog der politischen Umwälzungen in den anderen sozialistischen Staaten Osteuropas 1989/90 bildeten sich auch in Jugoslawien neue Parteien, und es kam 1990 zu ersten freien Wahlen in einigen Teilrepubliken, die in Kroatien und Slowenien mehrheitlich von nationalistisch agierenden sowie zur staatlichen Unabhängigkeit strebenden Parteien gewonnen wurden. Nachdem in Referenden in Slowenien und Kroatien (die Krajina-Serben boykottierten jedoch das Referendum) jeweils mit großer Mehrheit für die Loslösung aus dem Staat Jugoslawien gestimmt wurde, proklamierten am 25. Juni 1991 zunächst Slowenien und dann Kroatien ihre Unabhängigkeit, was von Teilen der jugoslawischen Führung als Verfassungsbruch angesehen wurde. Dies war aufgrund unklarer Formulierungen in der Verfassung von 1974 möglich, in der zwar das Selbstbestimmungsrecht der Völker Jugoslawiens festgeschrieben war, aber Modalitäten für einen Austritt der einzelnen Republiken aus der Föderation nicht einmal in Erwägung gezogen worden waren. Die jugoslawische Führung versuchte unter maßgeblichem Einfluss von Milošević, die Unabhängigkeit mit Hilfe der Jugoslawischen Volksarmee (JNA) zu verhindern. So kam es im Juni 1991 in Slowenien zu ersten Kämpfen zwischen der jugoslawischen Armee und den slowenischen Streitkräften. Die weiteren in Jugoslawien vorhandenen Konflikte entwickelten sich zum offenen Krieg. Insbesondere in den Republiken mit ethnisch weitgehend heterogener Bevölkerung (Bosnien und Herzegowina, Kroatien) wurden die Kämpfe hart und lang andauernd geführt. So forderte dieser Krieg allein in Bosnien um die 100.000 Todesopfer. Es kam zu Massenfluchten, Vertreibungen und Zerstörungen. Da die seinerzeit nominell viertgrößte Armee Europas, die JNA, jugoslawisch orientiert war, mussten die Republiken Slowenien, Kroatien und Bosnien und Herzegowina eigene Armeen aus Polizei und Territorialverteidigung improvisieren. Oberbefehlshaber der JNA war Veljko Kadijević. Bei der Territorialverteidigung handelte es sich um eine parallel zur Armee existierende Institution, welche mit einer der Feuerwehr ähnlichen Organisationsform im Falle eines Angriffes schnell und unbürokratisch die Verteidigung bis zum Eintreffen der Armee organisieren sollte und dem Befehl der Gemeindeverwaltung unterstand. Die Waffen der kroatischen Territorialverteidigung wurden bereits im Mai 1990 von der JNA beschlagnahmt, die der bosnischen wenig später. Lediglich die Polizei behielt ihre leichte Bewaffnung. Die Kroatische Armee wurde seit 1990 jedoch schrittweise verstärkt und aufgerüstet. Die meisten westlichen Staaten waren im Jahr 1991 noch entschlossen, Jugoslawien als Staat zu erhalten, kamen jedoch mit der Zeit zur Einsicht, dass dies nicht mehr zu verwirklichen war. Die im Jahr 1992 von der EU eingesetzte Badinter-Kommission stellte abschließend fest, dass die Grenzen der ehemaligen Teilrepubliken Jugoslawiens als zwischenstaatliche Grenzen der nun souveränen Nachfolgestaaten zu betrachten seien.

## Innerjugoslawische Konflikte nach 1945

### Machtübernahme der Kommunisten

#### Massaker von Bleiburg
Die Reste der verschiedenen Truppen (und die mit ihnen verbundenen Zivilisten), die nicht auf Seiten der Partisanen standen und in das von den Alliierten kontrollierte Österreich geflüchtet waren, wurden nach dem Ende des Zweiten Weltkriegs von britischen Offizieren nach einem Abkommen mit Jugoslawien zu Tausenden nach Jugoslawien zurückgeschickt und innerhalb von Stunden nach ihrer Ankunft massakriert. Insgesamt wurden 1945/46 bei Massenerschießungen, „Todesmärschen“ und in den Gefangenenlagern Titos nach verschiedenen Schätzungen bis zu mehrere hunderttausend Menschen getötet.
Diese Ereignisse, wie auch ein Teil der während des Zweiten Weltkriegs von Jugoslawen an Jugoslawen ausgeübten Kriegsverbrechen, wurden in den folgenden Jahren öffentlich weitgehend totgeschwiegen. Tatsächliche oder vermeintliche politische Gegner der kommunistischen Regierung wurden darüber hinaus durch Einschüchterung, Zwangsarbeit, willkürliche Festnahmen und Strafen bekämpft. Auch Führer und aktive Mitglieder der Religionsgemeinschaften waren in den ersten Jahren starkem Druck ausgesetzt. Als potentielle Gegner betrachtete muslimische Gläubige wurden zum Teil ohne Untersuchung oder Gerichtsverhandlung getötet.

#### Widerstand der „Jungen Muslime“
Die Studentenorganisation Mladi Muslimani (dt. „Junge Muslime“), die Verbindung zu Vereinigungen aus islamischen Staaten hatte, leistete 1949 der Kampagne gegen den Islam Widerstand, worauf ihr eine pro-islamische Revolte vorgeworfen wurde. Vier Mitglieder wurden zum Tode verurteilt, mehrere hundert zu Haftstrafen.

### Autonomiebestrebungen der 1960er Jahre

#### Kroatien
1967 forderten kroatische Sprachwissenschaftler und verschiedene Studentenorganisationen die Wiedereinführung der kroatischen Sprache und verlangten ein Abschaffen der Bezeichnung Serbokroatische Sprache in Kroatien.
Franjo Tuđman wurde wegen seiner politischen Thesen, die eine Unterdrückung von Kroaten durch Serben behaupteten und die bereits in jener Zeit als kroatisch-nationalistisch bezeichnet wurden, aus der kommunistischen Partei ausgeschlossen.
Tausende kroatische Studenten und Intellektuelle, unter denen sich auch der spätere Präsident Kroatiens Stipe Mesić befand, demonstrierten während des kroatischen Frühlings für mehr Souveränität des kroatischen Volkes innerhalb Jugoslawiens und forderten gleichzeitig, dass ein größerer Teil des in Kroatien erwirtschafteten Kapitals für Investitionen in Kroatien (z. B. Autobahnen und andere infrastrukturelle Projekte) verwendet werden sollte. Dem Staatspräsidenten Josip Broz Tito gelang es nach Massenverhaftungen, diese politische – aus seiner Sicht separatistische und nationalistische – Bewegung niederzuschlagen. Zu den Hauptangeklagten, die nach der Beendigung der kroatischen antikommunistischen Bewegung wegen „konterrevolutionärer Umtriebe“ verhaftet wurden, zählten sowohl Franjo Tuđman als auch Stipe Mesić.

#### Mazedonien
Ebenfalls 1967 hatte sich die Mazedonisch-Orthodoxe Kirche gegen den Willen des serbischen Patriarchats für autokephal (unabhängig) erklärt. Erst 2022 wurde sie von den anderen orthodoxen Kirchen – einschließlich des Patriarchats von Konstantinopel – anerkannt.

### Verfassung von 1974
Initiiert vom Zentralkomitee des BdKJ beschloss die Bundesversammlung 1974 eine neue Verfassung, mit der die einzelnen Teilrepubliken ein höheres Maß an Autonomie erhielten. Die Republik Serbien wurde mit der Autonomie des Kosovos und der Vojvodina dreigeteilt. Ein Grund hierfür waren Autonomiebestrebungen von Albanern und Ungarn, die zum damaligen Zeitpunkt drei Viertel (laut Zensus von 1971: 73,7 %) bzw. circa ein Fünftel (laut Zensus von 1981: 16,9 %) der dortigen Bevölkerung ausmachten.

### Nach Titos Tod

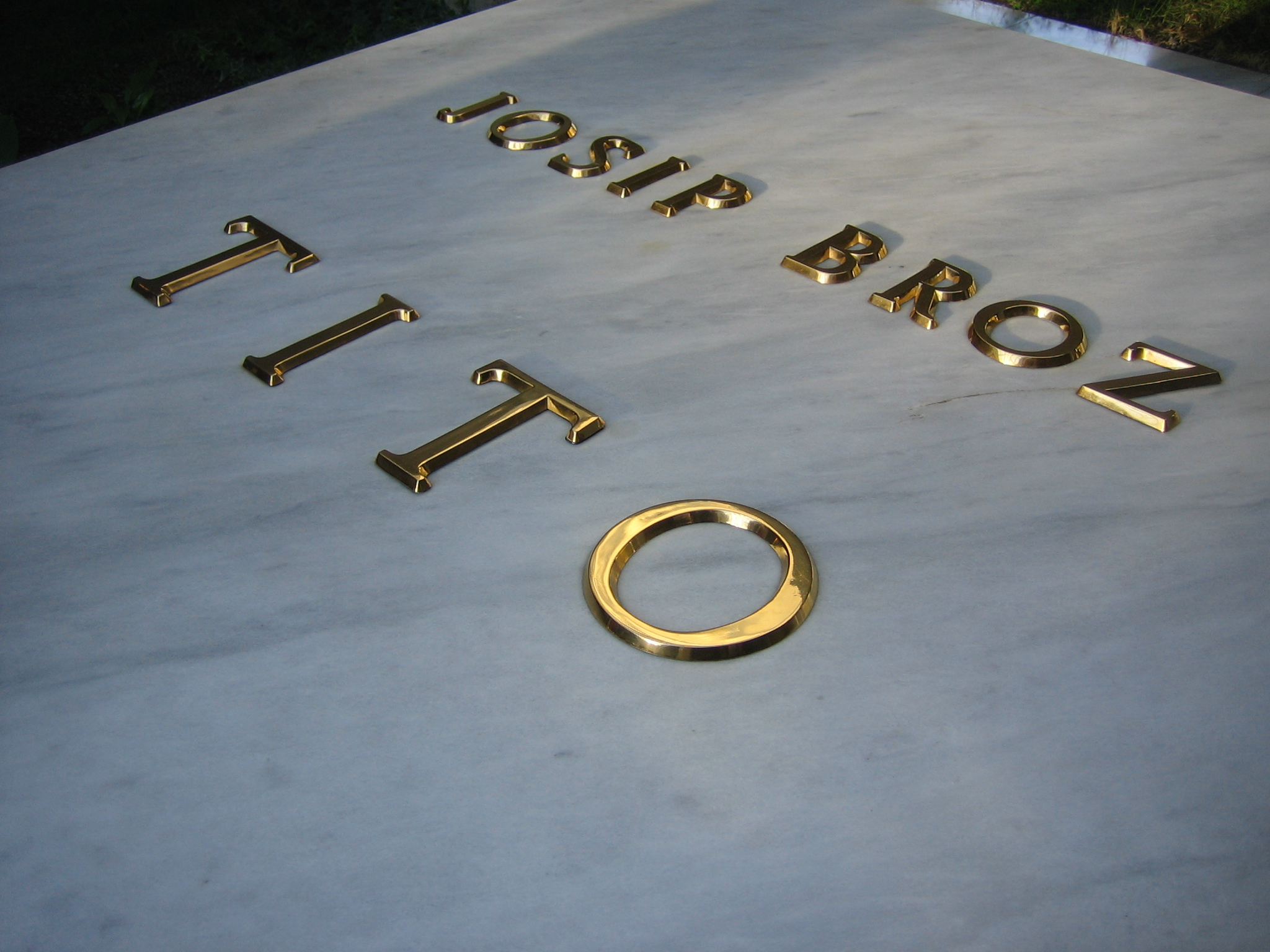
Deckplatte von Titos Sarkophag

Am 4. Mai 1980 starb Jugoslawiens Staatspräsident Josip Broz Tito im Alter von 87 Jahren. Ein kollektives Staatspräsidium mit jährlich wechselndem Vorsitz aus den jeweiligen Republiken bzw. autonomen Provinzen übernahm die Regierung in Jugoslawien.
Der jugoslawische Geheimdienst UDBA ließ in den 1970er und 1980er Jahren Dutzende Exilkroaten und Exilalbaner ermorden. Exilkroaten führten gewalttätige Vergeltungsmaßnahmen gegen jugoslawische Einrichtungen und Zivilisten im In- und Ausland durch.

#### Unruhen im Kosovo
Viele Kosovo-Albaner waren mit der wirtschaftlichen Entwicklung im Kosovo, wo seit den Verfassungsänderungen von 1967 und 1974 eine weitgehende Albanisierung der Institutionen und des öffentlichen Lebens stattgefunden hatte, nicht zufrieden und demonstrierten 1981 gegen ihre wirtschaftliche Situation, wobei auch schon von Teilen der Demonstranten mit der Losung „Kosova Republika!“ der Republikstatus für den Kosovo eingefordert wurde, der sowohl im Sinne einer Teilrepublik in der jugoslawischen Föderation als auch im Sinne einer Eigenstaatlichkeit aufgefasst werden konnte. Dies wurde von allen Teilrepubliken sowie der jugoslawischen Bundesregierung verweigert, die Proteste niedergeschlagen und der Ausnahmezustand über die Region verhängt. Zahlreiche Menschen wurden dabei getötet. Albanische Aktivisten wurden wegen konterrevolutionärer Aktivitäten zu mehrjährigen Haftstrafen verurteilt.

#### Klage gegen muslimische Intellektuelle
In Bosnien fand 1983 ein Gerichtsprozess wegen „feindseliger und konterrevolutionärer Handlungen aus muslimisch-nationalistischen Gründen“ gegen 13 muslimische Aktivisten statt. Hauptangeklagter war Alija Izetbegović, der 13 Jahre zuvor seine Islamische Deklaration geschrieben hatte. Die Angeklagten, von denen einige am Ende des Zweiten Weltkriegs zu den „Jungen Muslimen“ gehört hatten, wurden beschuldigt, die Ziele einer „terroristischen“ Organisation wiederbelebt zu haben. Izetbegović wurde gleichzeitig vorgeworfen, die Einführung einer parlamentarischen Demokratie westlichen Stils befürwortet zu haben. Das Gericht verurteilte ihn zu einer 14-jährigen Gefängnisstrafe, die nach der Berufung auf elf Jahre reduziert wurde. Zur Beruhigung der angespannten Lage im Kosovo wurde Alija Izetbegović 1988 frühzeitig aus der Haft entlassen.

#### SANU-Memorandum
Serbische Intellektuelle forderten im SANU-Memorandum 1986 ein Ende der so genannten „Diskriminierungen des serbischen Volkes“ und eine Revision der jugoslawischen Verfassung von 1974. Das Memorandum behauptete unter anderem einen Genozid am serbischen Volk im Kosovo und eine Verschwörung Kroatiens und Sloweniens gegen Serbien. Das Memorandum wurde von den Politikern in Jugoslawien (einschließlich derjenigen in Serbien) nahezu einhellig verurteilt.
Dennoch wurde der Kosovo-Albaner Sinan Hasani routinemäßig zum jugoslawischen Staatsoberhaupt gewählt.

### Aufstieg von Slobodan Milošević

Porträt von Milošević (1980er-Jahre)

Im April 1987 bereiste der Chef der serbischen kommunistischen Partei Slobodan Milošević den Kosovo und ließ sich auf verschiedenen Veranstaltungen im Beisein der Medien die Sorgen der Serben und Montenegriner mitteilen. Die orthodoxe Bevölkerung berichtete von einem massiven wirtschaftlichen, politischen und psychischen Druck durch die Albaner. Nach einer Rede im Kulturhaus von Kosovo Polje provozierte eine aufgestachelte serbische Menschenmenge die mehrheitlich mit Kosovo-Albanern besetzte Polizei mit Steinwürfen. Die Polizei ging daraufhin mit Schlagstöcken gegen die serbischen Nationalisten vor. Als Milošević vor das Gebäude trat, riefen die Menschen „Sie schlagen uns!“. Milošević antwortete: „Niemand darf euch schlagen!“ („niko ne sme da vas bije“). In den kommenden Monaten knüpfte Milošević engere Beziehungen zur orthodoxen Kirche und nutzte seine Kontakte zu den Medien zu einer zunehmend nationalistischen, pro-jugoslawischen Kampagne.
Im September 1987 konnte sich Slobodan Milošević gegen den serbischen Präsidenten Ivan Stambolić – seinen ehemaligen Mentor – durchsetzen und übernahm die alleinige Entscheidungsgewalt über die serbische KP. 1989 wurde er auch Präsident der Teilrepublik Serbien. Im Oktober 1988 veranlasste er im Rahmen der Antibürokratischen Revolution, die Regierungen der Vojvodina und Montenegros durch seine Gefolgsleute zu ersetzen.

### 1989 bis 1990

#### Serbien und Kosovo
Im März 1989 beschloss das Parlament der SR Serbien eine Verfassungsänderung. Damit wurde die seit den Verfassungsänderungen von 1967 und 1974 praktisch nahezu auf Republikstatus ausgedehnte Autonomie der Sozialistischen Autonomen Provinz Kosovo und der Sozialistischen Autonomen Provinz Vojvodina wieder rückgängig gemacht und faktisch aufgehoben. Daraufhin kam es im Kosovo zu Unruhen, weshalb schließlich der Ausnahmezustand verhängt wurde. In der Folgezeit wurden die Albaner aus nahezu allen Bereichen des öffentlichen Lebens verdrängt und durch Serben ersetzt.
Am „Vidovdan“ (St.-Veits-Tag, 28. Juni 1989) fand eine von vermutlich über einer Million Menschen (vorwiegend Serben, Kosovo-Serben und Montenegriner) besuchte Kundgebung in Gazimestan auf dem Amselfeld statt. Die bei diesem Anlass von Slobodan Milošević gehaltene Amselfeld-Rede hatte eine stark nationalistische Färbung. Besonderen Anstoß erregte Miloševićs häufig als Einstimmung zum Krieg aufgefasste Äußerung (hier in einer nicht unumstrittenen Übersetzung der Frankfurter Allgemeinen Zeitung): „[… Heute] befinden wir uns wieder in Kriegen und werden mit neuen Schlachten konfrontiert. Dies sind keine bewaffneten Schlachten, obwohl diese nicht ausgeschlossen werden können. […]“
Innenpolitisch verschärfte sich die Situation in Serbien. Die Medien wurden gleichgeschaltet, kritische Journalisten entlassen. Oppositionelle Personen hatten Hetzkampagnen zu befürchten. Die ultranationale „Tschetnik-Bewegung“ unter Vojislav Šešelj wurde als Partei registriert.
In verschiedenen Städten des Kosovo demonstrierten im Januar 1990 Menschen für Demokratie. Dabei kam es zu Auseinandersetzungen mit Sicherheitskräften, bei denen mehrere Menschen verletzt und getötet wurden. Im Februar wurden jugoslawische Armeeeinheiten in den Kosovo verlegt.

#### Slowenien
Viele Slowenen und Kroaten fühlten sich durch den serbischen Machtanspruch bedroht. Bei ihnen wuchs der Wunsch, den jugoslawischen Staat zu verlassen. Slowenien diskutierte die „asymmetrische Föderation“ – nicht jede Republik sollte auf gleiche Art in die jugoslawische Föderation eingebunden sein –, schaffte als erste Teilrepublik das Parteimonopol ab und setzte freie Wahlen an.
Der Demokratisierungsprozess geriet zunehmend in Konflikt mit der zentral organisierten, traditionell kommunistischen Obrigkeit. Im Laufe des Jahres 1989 kam es zu verschiedenen Ereignissen, durch die sich die Beziehungen zu Serbien verschlechterten (z. B. im Februar eine Veranstaltung, bei der die Situation der Albaner im Kosovo angeprangert wurde; im Sommer der Prozess gegen Redakteure der Jugendzeitschrift Mladina wegen der Publikation von Armeedokumenten, in denen die geplanten Aktivitäten im Falle von Massendemonstrationen beschrieben waren). Im September und Oktober wurde eine neue slowenische Verfassung entworfen und verabschiedet, in der Slowenien sich legislative Souveränität gab und ausdrücklich das Recht auf Sezession erklärte. Als die slowenische Polizei im Dezember 1989 ein geplantes „Meeting der Brüderlichkeit und Einheit“ in Ljubljana verbot, reagierte Serbien mit einem Boykott slowenischer Produkte und brach wissenschaftliche und kulturelle Kontakte ab.

#### Kroatien
Bereits im Jahr 1989 wurden großserbische Demonstrationen von Serben in Kroatien abgehalten, bei denen der Slogan „Ovo je Srbija“ („Das hier ist Serbien“) skandiert wurde, was in Kroatien allgemein auf Ablehnung stieß.
In der nationalistisch sehr angespannten Situation bezog sich Franjo Tuđman mit der im Februar 1990 gegründeten Oppositionspartei HDZ ausdrücklich auf Ante Starčević, den Ideologen eines Großkroatiens, und erklärte, er sehe im „Unabhängigen Kroatischen Staat“ der faschistischen Ustascha einen Ausdruck der „alten und nie erfüllten Sehnsucht des kroatischen Volkes nach einem selbständigen Staat“. Ähnlich slowenischen traten auch führende kroatische Politiker in dieser Phase immer ablehnender gegenüber der serbischen Politik im Kosovo auf.
Seit Mitte 1990 erfasste die ethnisch auseinanderdriftende Entwicklung in Jugoslawien in fortschreitendem Maße auch Kroatien, wo Franjo Tuđman von der HDZ zum Palmsonntag 1990 mit katholisch-christlichem Pathos als neuer Führer der Kroaten gefeiert wurde. Nach seinem Wahlsieg 1990 stellte Tuđman die gegenwärtigen Grenzen in Jugoslawien zu Gunsten Kroatiens infrage. Die neue kroatische Regierung trat betont nationalistisch auf, feierte ihren Amtsantritt am 25. Juli als Erfüllung des „tausendjährigen Traums des kroatischen Volks“ von einem eigenen Staat und flaggte die gerade zur neuen Nationalflagge erklärte Fahne mit dem Schachbrettwappen (Šahovnica), das besonders von serbischen Bürgern mit dem historischen faschistischen kroatischen Staat und der Ustascha identifiziert wurde.
Die Serben in Kroatien reagierten auf den kroatischen Machtwechsel und die öffentliche Rückbesinnung auf den faschistischen kroatischen Staat mit Protestaktionen. Tausende kroatischer Serben protestierten auf wöchentlichen Meetings der von Jovan Rašković geführten SDS. Die Forderung des Bürgermeisters von Knin, Milan Babić, nach einer kommunalen Verwaltungseinheit der überwiegend serbisch besiedelten kroatischen Gebiete wurde am Vidovdan 1990 von lokalen SDS-Führern zur Resolution erklärt. Ebenfalls am Vidovdan 1990 wurde ein Entwurf der HDZ für eine neue kroatische Verfassung veröffentlicht, die erstens die Loslösung Kroatiens vom Kommunismus und zweitens die Herabstufung der Serben von einem Staatsvolk zu einer Minderheit erklärte. Ausgelöst durch eine Anordnung der kroatischen Regierung, die Miliz wieder mit dem im faschistischen Ustascha-Regime verwendeten Namen redarstvo zu benennen und das Stern-Abzeichen an den Polizeimützen durch das aus Sicht vieler Serben dem nationalsozialistischen Hakenkreuz entsprechende Schachbrettwappen zu ersetzen, verweigerten serbische Polizisten auf dem Gebiet der südkroatischen Krajina (spätere Republik Serbische Krajina) der neugewählten Regierung ihre Loyalität und Mitte August begann die sogenannte Baumstammrevolution, die sich wiederum durch „Ovo je Srbija“ akzentuierte und die Ablehnung in Kroatien weiter anschwellen ließ.

### Wirtschaftskrise
Die Hyperinflation verschärfte 1989 die wirtschaftlichen Probleme. Der Staatsbankrott konnte nur durch eine Intervention des Internationalen Währungsfonds abgewendet werden. Im Dezember 1989 wurde der Dinar, der mittlerweile als wertloses Papiergeld in dicken Bündeln kursierte (am 19. Dezember 1989 bekam man für 1 DM (umgerechnet 0,51 Euro) immerhin 70.000 Dinar), im festen Verhältnis 7:1 an die Deutsche Mark gekoppelt, und es wurden vier Nullen gestrichen.
Die wirtschaftliche Talfahrt ging 1990 weiter. Die Inflation konnte auf einen noch knapp zweistelligen Wert gedrückt werden. Aber der feste, künstlich hochgehaltene Wechselkurs zur Deutschen Mark erschütterte die bisher weitgehend stabile Wirtschaft in der SR Slowenien und der SR Kroatien, die bisher sehr exportorientiert waren und erhebliche Deviseneinnahmen aus dem Tourismus erzielen konnten.
Die Teilrepubliken Slowenien und Kroatien begannen 1990 vorerst nicht mehr die vollen Steuern und Zölle an die Bundeskasse abzuführen und stellten ihre Zahlungen, auch die in den Republikenausgleichsfonds, dann ganz ein. Die Sparer, die von jeher ihre Ersparnisse überwiegend auf Devisenkonten angelegt hatten, verloren ab Mitte 1990 immer mehr das Vertrauen in das marode System. Immer mehr Sparer zogen ihre Deviseneinlagen von den Banken ab oder vertrauten sie spekulativen Unternehmen wie der in Serbien neugegründeten Privatbank Jugoskandik an. Im Oktober 1990 flossen umgerechnet über 3 Milliarden Dollar ab. Zur Abwendung des Staatsbankrottes blieb der Regierung unter Ministerpräsident Ante Marković nichts anderes übrig, als sämtliche Devisenkonten zu sperren. Damit wurden sämtliche Sparer, die sich ihre Einlagen noch nicht hatten auszahlen lassen, faktisch enteignet.
Am 28. Dezember 1990 beschloss das serbische Parlament in einer geheimen Abstimmung, durch eine illegale Anleihe bei der Jugoslawischen Nationalbank neues Geld im Gegenwert von 1,4 Milliarden US-Dollar in Umlauf zu bringen, um überfällige Gehälter auszuzahlen. Der jugoslawische Ministerpräsident wurde hiervon erst am 4. Januar anonym informiert. Im Jahr 2003 bezeichnete er als Zeuge im ICTY–Prozess gegen Milošević diesen Vorfall als „daylight robbery, pure and simple“, also Raub am hellichten Tag, schlicht und einfach.

### Politische Transformation

#### Bundesebene
Am 22. Januar 1990 verließen die Delegierten der slowenischen und kroatischen Kommunisten den außerordentlichen, 14. Kongress des Bundes der Kommunisten Jugoslawiens, als ihre Reformpläne abgelehnt wurden. Der Kongress vertagte sich, ohne jemals wieder seine Arbeit aufzunehmen. Der Bund der Kommunisten Jugoslawiens brach allmählich auseinander.
Slowenien und Kroatien legten in der Folgezeit einen Verfassungsentwurf für eine Umwandlung der jugoslawischen Föderation in die losere Form einer Konföderation vor.

#### Slowenien und Kroatien
Im April 1990 wurden erste demokratische Wahlen in den Teilrepubliken Slowenien und Kroatien abgehalten.
In Slowenien wurde der Reformkommunist Milan Kučan zum Staatspräsidenten gewählt. Die Regierung wurde vom Oppositionsbündnis „Demos“ gestellt. Sie erklärte im Juli die Souveränität Sloweniens und kündigte an, eine jugoslawische Konföderation mit anderen Republiken anzustreben. Dagegen kamen heftige Proteste aus Belgrad. Ein weiterer Konfliktpunkt war der Wille der slowenischen Regierung, den Dienst ihrer Rekruten nur noch auf die Heimatregion zu beschränken. Es wurde begonnen, eine eigene slowenische Bürgerwehr aufzustellen.
In Kroatien ging die nationalistische Kroatische Demokratische Gemeinschaft (HDZ) unter Vorsitz von Franjo Tuđman als Sieger aus den Wahlen hervor. (Die Kommunisten hatten für sich einen Wahlsieg mit relativer Mehrheit erwartet und ein Wahlsystem unterstützt, das eine Regierung mit relativer Mehrheit statt absoluter erheblich begünstigte). Die Serbische Partei erhielt etwa 12 % der Stimmen, was dem serbischen Bevölkerungsanteil in Kroatien entspricht.
Das kroatische Parlament führte Kroatisch als Amtssprache ein und schränkte den administrativen Gebrauch der kyrillischen Schrift ein. In den serbisch besiedelten Gebieten wurde versucht, die kyrillisch beschrifteten Ortstafeln durch solche mit lateinischer Schrift zu ersetzen. Die Zahl der Serben in der Polizei und in leitenden Positionen im wirtschaftlichen Bereich sollte entsprechend ihrem Anteil an der Bevölkerung auf 12 % reduziert werden. Andererseits wurde den Serben kulturelle Autonomie und eigene Verwaltung der von ihnen bewohnten Gebiete angeboten. Den serbischen Parlamentsabgeordneten wurde auch das Amt des stellvertretenden Parlamentspräsidenten und ihre Vertretung in einigen wichtigen Gremien zugesagt. Diese Angebote verhallten jedoch angesichts der auffälligen „Kroatisierungsmaßnahmen“. In einer geplanten Verfassungsrevision wurde der serbische Bevölkerungsteil zur „Minderheit“ herabgestuft, was den Verlust einiger staatsbürgerlicher Rechte zur Folge hatte. Bei den Serben Kroatiens begannen Proteste, die von Belgrad aus logistisch und ideologisch unterstützt wurden. Ideologisch wurde vor allem behauptet, die kroatische Regierung plane einen Völkermord an den Serben ähnlich wie im Zweiten Weltkrieg. Es kam zu gewalttätigen Aufständen und Straßenblockaden, die als „Baumstammrevolution“ (balvan revolucija) bekannt wurden.
Slowenien und Kroatien kündigten für Juni 1991 ihre Unabhängigkeit an, falls es bis dahin nicht zu einer politischen Neuordnung Jugoslawiens kommen sollte. In Slowenien stimmten am 23. Dezember bei einer Volksabstimmung 88,5 % für die staatliche Souveränität Sloweniens und ein endgültiges Ausscheiden für diesen Fall.

#### Bosnien und Herzegowina
In Bosnien und Herzegowina wurde der Bosniake Alija Izetbegović Staatspräsident. Im gleichen Jahr ließ er eine Neuauflage der „Islamischen Deklaration“ drucken.

## Ausbruch und Verlauf der Kriege
Am 28. Februar 1991 wurde in Knin die „Serbische Autonome Provinz Krajina“ ausgerufen. Kroatische Familien wurden vertrieben und serbische Flüchtlinge aus anderen Teilen Kroatiens aufgenommen. Ab März 1991 kam es in Kroatien zu Zusammenstößen zwischen der kroatischen Polizei, der kroatischen Nationalgarde (Vorläufer der kroatischen Armee) sowie den paramilitärischen Kroatischen Verteidigungskräften auf der einen und Freischärlerverbänden der in Kroatien lebenden Serben, serbischen Freiwilligen und Tschetniks aus Bosnien und Serbien sowie der Jugoslawischen Volksarmee (JNA), welche die Aufstellung einer kroatischen Armee zu verhindern suchte, auf der anderen Seite.
Bei den Auseinandersetzungen gab es teilweise Verletzte, etwa Anfang März in Pakrac. Die jugoslawischen Medien meldeten von dort mehrere Tote und berichteten, kroatische Polizisten hätten mit Maschinenpistolen auf unbewaffnete Zivilisten geschossen. Als sich die Unwahrheit dieser Meldungen herausstellte, kam es in Belgrad zu großen Demonstrationen der Opposition und großer Teile der Bevölkerung gegen das Regime Milošević. Gegen die Demonstranten wurden auch Panzer eingesetzt. Ein Demonstrant und ein Polizist kamen dabei ums Leben – die ersten Todesopfer des Jugoslawien-Konfliktes. Einige Tage danach, während vor allem von Studenten getragene Protestkundgebungen in Belgrad noch andauerten, kam es zu mehreren Zwischenfällen in Kroatien. Die Polizeistation im Nationalpark Plitvicer Seen wurde von serbischen Freischärlern überfallen, wobei es zwei Tote gab.
Am 10. März 1991 kam es zu einer dramatischen Sitzung des Präsidiums der SFRJ im Hauptquartier der Armee in Belgrad. Die JNA forderte vom Präsidium, das formal den Oberbefehl über die Streitkräfte hatte, das Ausrufen des Ausnahmezustandes, um gegen die Unruhen in Kroatien und Slowenien vorgehen zu können. Während Serbien, Montenegro, Kosovo und die Vojvodina dafür stimmten, stimmten Kroatien, Slowenien, Mazedonien und Bosnien-Herzegowina dagegen. Damit war der Antrag abgelehnt.
Am 1. April versuchte die JNA angeblich noch, die kämpfenden Parteien in Kroatien zu trennen. In der kroatischen Firmensiedlung Borovo Selo wurden am 2. Mai zwei kroatische Polizisten von serbischen Freischärlern getötet. Eine Gruppe von anderen Polizisten, die nach ihren Kollegen suchte, geriet in einen Hinterhalt. Insgesamt kamen 13 Kroaten und zwei Serben ums Leben.

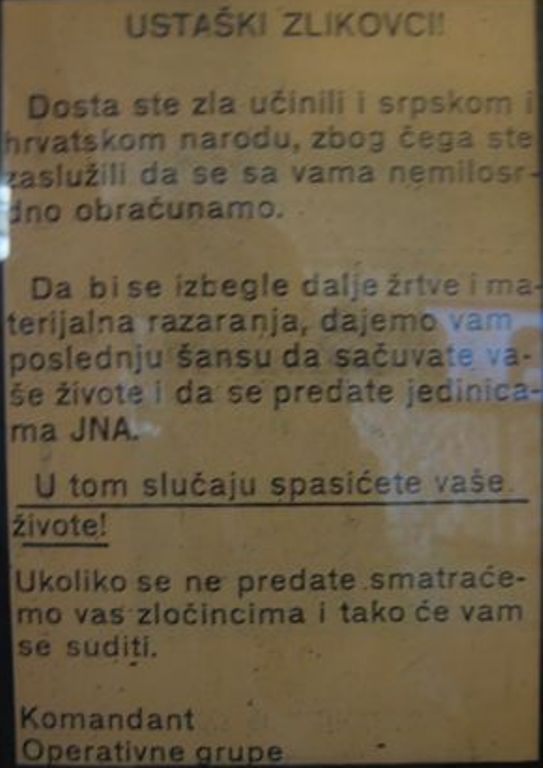
Propaganda-Flugblatt der JNA: Aufforderung der JNA an die kroatischen Soldaten in Dubrovnik (die als Ustascha bezeichnet werden), sich zu ergeben

Am 15. Mai scheiterte die turnusgemäße Wahl des Kroaten Stipe Mesić zum Vorsitzenden des Präsidiums der SFRJ am Votum der serbischstämmigen Mitglieder des Präsidiums. Am 19. Mai entschied sich bei einem Referendum in Kroatien die kroatische Bevölkerung mit 93 % der Stimmen für die Trennung vom jugoslawischen Bund. Die serbische Minderheit boykottierte die Abstimmung.
In einem Fait accompli proklamierten Slowenien und Kroatien am 25. Juni 1991 ihre Unabhängigkeit. Slowenien übernahm noch am selben Tag die Gewalt über seine Grenztruppen (wo aber die Überwachung der Grenzübergänge außer der so genannten „Grünen Grenze“ schon laut jugoslawischer Verfassung zur Kompetenz der jeweiligen Republiken gehörte).

### Slowenien
Am 26. Juni 1991 griff die JNA in Slowenien ein, um die Unabhängigkeit zu verhindern. Von Belgrad aus starteten MiG-29-Jagdflugzeuge und beschossen den Flughafen von Ljubljana. Nach zehn Tagen wurde unter Vermittlung der EG das Brioni-Abkommen geschlossen. Da in Slowenien keine bedeutende serbische Minderheit lebte, die militärisch hätte aktiv werden können, zog der letzte JNA-Soldat im Oktober 1991 aus Slowenien ab.
Der Krieg verlagerte sich trotz Waffenembargo der EG nach Kroatien. Das Gebiet um den Nationalpark Plitvicer Seen wurde durch die Jugoslawische Volksarmee besetzt. Mitte Juli eskalierten die Zwischenfälle in Kroatien zum offenen Krieg.

### Kroatien

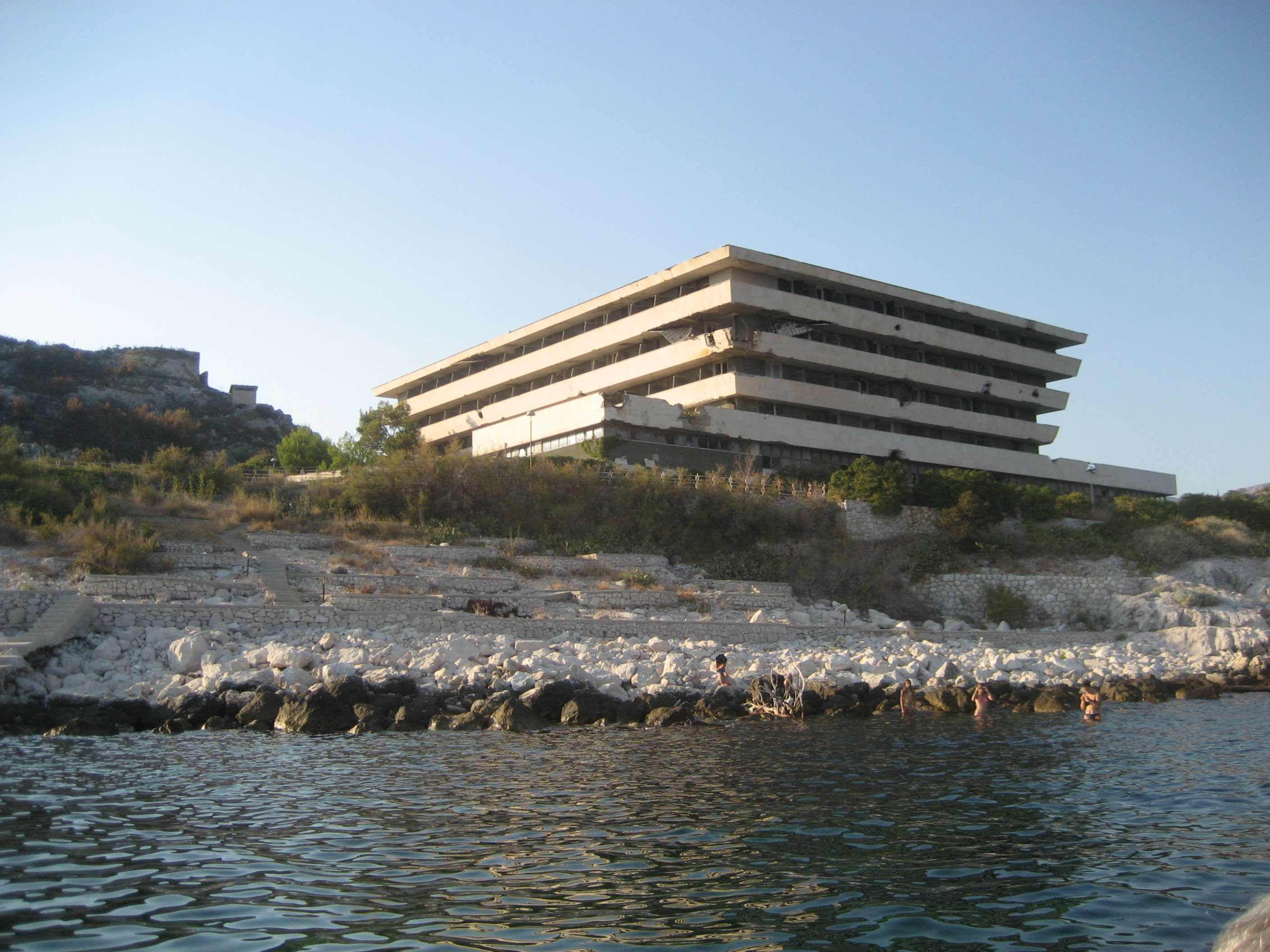
1991 zerstörtes Hotel in Kupari, südlich von Dubrovnik (Kroatien) gelegen

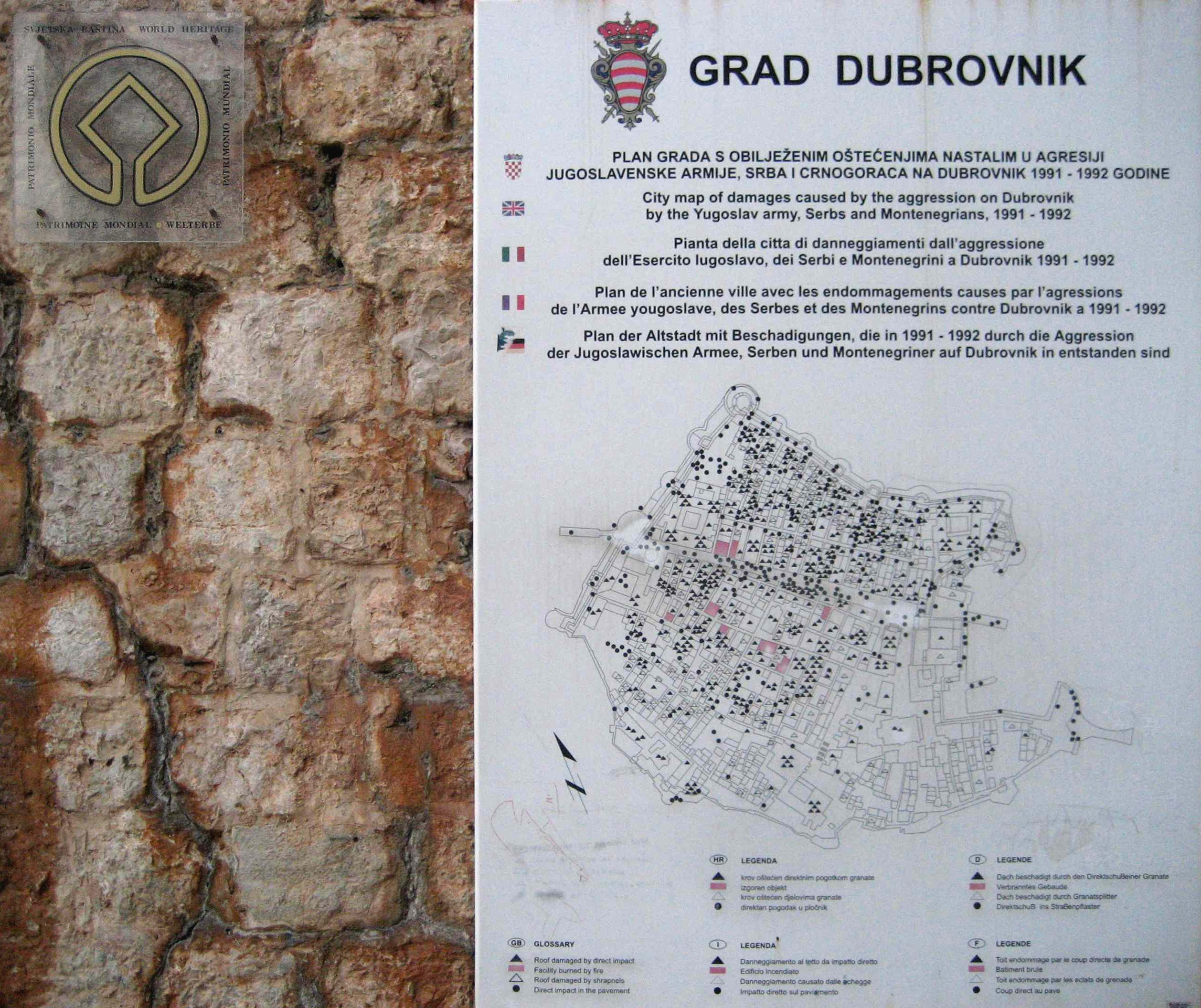
Informationstafel für Touristen in Dubrovnik (Kroatien): Plan der Altstadt mit Beschädigungen, die 1991 und 1992 durch die Angriffe der jugoslawischen Armee bzw. serbisch-montenegrinischen Truppen auf die Altstadt von Dubrovnik entstanden sind

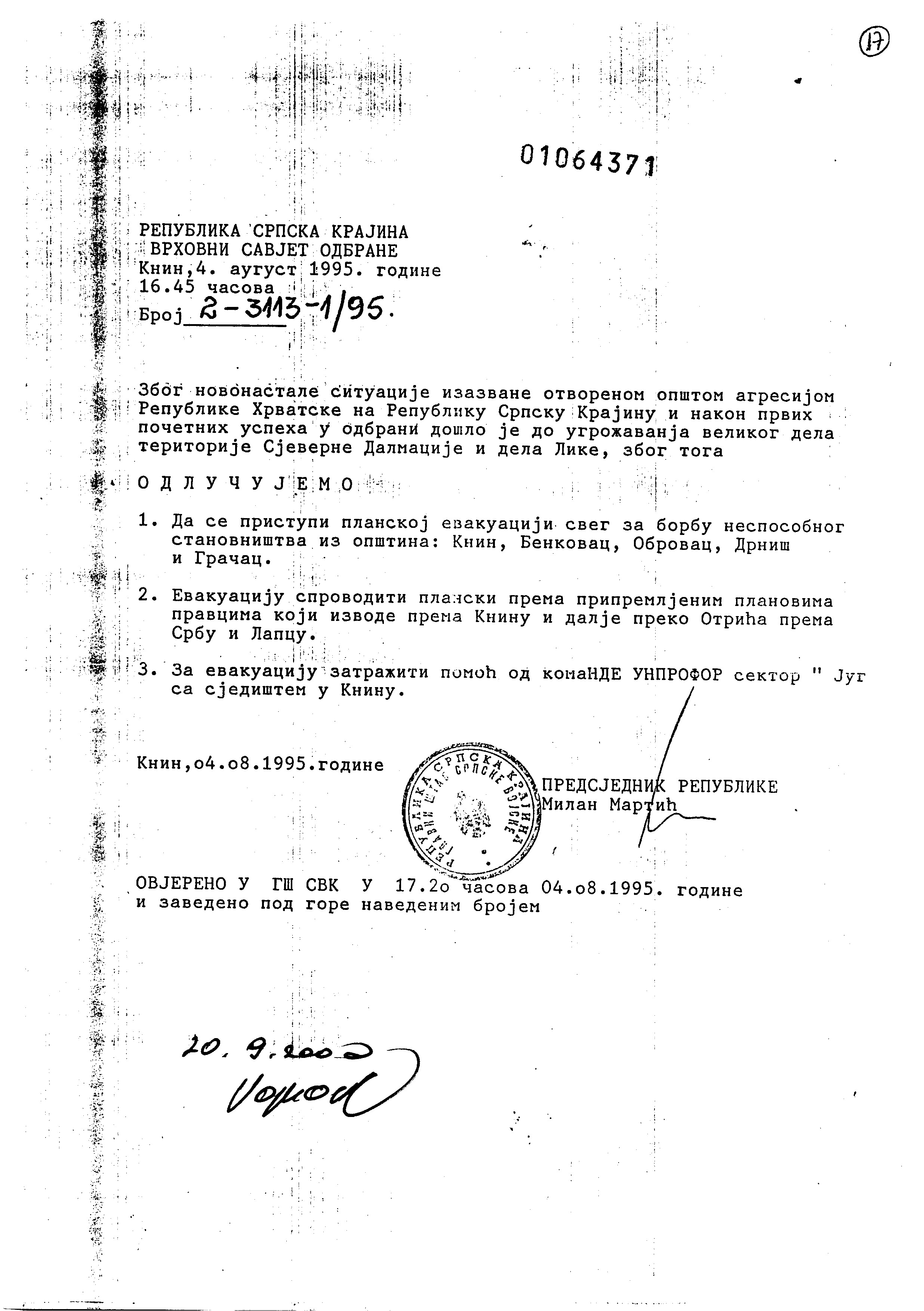
Beschluss zur Evakuierung der serbischen Bevölkerung aus den Gebieten der RSK durch den Verteidigungsrat der Republik Serbische Krajina (gezeichnet durch Milan Martić) vom 4. August 1995

Der Kroatienkrieg wurde vor allem um das mehrheitlich von Serben bewohnte Gebiet der so genannten Krajina geführt. Aber auch größere kroatische Städte sowie Slawonien und Nord-Dalmatien, wo Serben eine Minderheit darstellten, waren betroffen. Ziel Serbiens war, die Kontrolle über ein zusammenhängendes Territorium zu bekommen, um so den Anschluss der serbisch besiedelten Gebiete an ein „Rest-Jugoslawien“ zu vollziehen. Die JNA beteiligte sich zunächst nicht direkt an den Kämpfen, unterstützte aber logistisch serbische Verbände. Als sich Kroatien zur Blockade der Kasernen der JNA auf ihrem Territorium entschloss, trat die Armee offen als kriegführende Partei in Erscheinung. Sie beteiligte sich an dem Beschuss kroatischer Städte wie Vukovar, Osijek und Dubrovnik und blockierte kroatische Adriahäfen.
Aufgrund der sich abzeichnenden Verfassungsänderung erklärten die Serben der Krajina am 25. Juli die „Souveränität des serbischen Volkes in Kroatien“ und gründeten einen Nationalrat. Die deutsche Bundesregierung erwog die völkerrechtliche Anerkennung von Kroatien und Slowenien, was bisher von der EG abgelehnt worden war. Am 26. Juli wurde die kroatische Verfassung geändert, die keine speziellen Gruppenrechte für die serbische Minderheit mehr vorsah.
Im September 1991 hatten serbische Milizen ein Drittel Kroatiens erobert. Wichtige Verbindungen nach Dalmatien waren unterbrochen.
Ende 1991 gelang es der kroatischen Armee, ihre Verteidigungslinien zu konsolidieren. Bis Anfang 1993 herrschte eine Waffenruhe. Die JNA befand sich in einer Umbruchphase von einer jugoslawischen zu einer rein serbisch dominierten Armee, nachdem das Personal der anderen Republiken aus der Bundesarmee zurückberufen oder entlassen wurde, und musste verstärkt serbische Reservisten mobilisieren.
Am 22. Dezember verabschiedete Kroatien eine neue Verfassung als einheitlicher und souveräner Staat, die Krajina-Serben riefen ihrerseits die Republik Serbische Krajina aus. Ziel war die Vereinigung mit den bosnischen Serben und Serbien zu einem gemeinsamen serbischen Staat (Großserbien).
Unter Berufung auf das Selbstbestimmungsrecht der Völker erkannte die deutsche Bundesregierung Slowenien und Kroatien am 23. Dezember 1991 an, ohne dass alle von der EG verlangten Bedingungen (z. B. ausreichender Minderheitenschutz in Kroatien) erfüllt waren.
Am 2. Januar 1992 vereinbarte der UN-Sonderbeauftragte Cyrus Vance mit der Führung in Belgrad und Zagreb einen Friedensplan, der die Stationierung von UN-Truppen (United Nations Protection Forces, UNPROFOR) ermöglichte.
Ende Januar 1993, kurz vor Ablauf des UN-Mandats, begannen die Kämpfe in Kroatien von Neuem. Kroatien startete eine Offensive in die serbisch besetzten Gebiete Kroatiens mit dem Ziel, das strategisch wichtige Hinterland von Zadar zurückzuerobern. Anfang Februar weiteten sich die Kämpfe auch auf das Hinterland von Split aus.
Die kroatische Regierung und die Führung der Krajina-Serben einigten sich am 2. Dezember 1994 mit Hilfe der Vermittler Owen und Stoltenberg auf ein Abkommen, nach dem die Ölpipeline sowie mehrere Straßen und Bahnstrecken, die durch die „Krajina“ verlaufen, wieder in Betrieb genommen wurden.
Die kroatische Regierung stimmte dem Verbleib eines um 10.000 auf 5000 Soldaten verkleinerten UN-Kontingents am 12. März 1995 unter der Voraussetzung zu, dessen künftige Hauptaufgabe bestünde in der strikten Kontrolle der Grenze zu Bosnien und Herzegowina und der Bundesrepublik Jugoslawien. Der UN-Sicherheitsrat beschloss am 31. März eine neue Aufgabenbeschreibung der in Kroatien stationierten Blauhelme unter dem Namen „UN Confidence Restoration Operation in Croatia“ (UNCRO).
Im Mai startete die kroatische Armee die „Operation Bljesak“ (kroat. „Blitz“) gegen die serbisch kontrollierten Gebiete in Westslawonien und eroberte diese zurück. Serbische Einheiten beschossen daraufhin die kroatische Hauptstadt Zagreb mit Raketen (→ Raketenbeschuss auf Zagreb). Der für den Einsatz verantwortliche serbische Militärführer Milan Martić wurde vom Internationalen Strafgerichtshof für das ehemalige Jugoslawien (ICTY), auch wegen dieses Angriffs, wegen Verbrechen gegen die Menschlichkeit verurteilt. Eine grundlegende Änderung der Lage in Kroatien und Bosnien zeichnete sich erst im Frühsommer 1995 ab. Anfang August startete die kroatische Armee eine Großoffensive mit der Militäroperation Oluja (kroat. „Sturm“) gegen die „Republik Krajina“, die innerhalb weniger Tage eingenommen wurde. Den serbischen Einheiten und ihren Angehörigen wurde freier Abzug garantiert. Die politische Führung der Krajina-Serben hatte angesichts der sich abzeichnenden Niederlage die Evakuierung angeordnet. Über 150.000 Serben flüchteten aus der Krajina in Richtung Bosnien und Serbien, dazu zählten auch die Mitglieder der schätzungsweise 40.000 Mann starken „Armee der Republik Serbische Krajina“, wobei es von kroatischer Seite zu massiven Racheakten und Kriegsverbrechen kam. Nach Auffassung des ICTY hatte der Beschluss zur Evakuierung wenig bis keinen Einfluss auf den Exodus der Serben, da sich die Bevölkerung zum Zeitpunkt des Evakuierungsbeschlusses bereits auf der Flucht befand. Der kroatische General Ante Gotovina wurde durch das ICTY schwerer Kriegsverbrechen und Verbrechen gegen die Menschlichkeit an serbischen Zivilisten in erster Instanz für schuldig befunden, im Berufungsprozess vom 16. November 2012 jedoch freigesprochen. Ebenso der Mitangeklagte Mladen Markač.
Im Abkommen von Erdut vom 12. November 1995 zwischen der Regierung Kroatiens und einer serbischen Delegation wurde die friedliche Reintegration der verbliebenen serbisch kontrollierten Gebiete in Ostkroatien für 1998 vereinbart. Die Vertragsparteien ersuchten die Vereinten Nationen um eine höchstens zweijährige Übergangsverwaltung, die der UN-Sicherheitsrat im Januar 1996 durch die Sicherheitsratsresolution 1023 mit der bewaffneten UNTAES-Mission einsetzte. Sie sollte die Demilitarisierung der Gebiete sicherstellen und eine Rückkehr der Flüchtlinge ermöglichen. Weitere Aufgaben waren die Ausbildung einheimischer Polizeikräfte und die Organisation der Kommunalwahlen. Das UNTAES-Mandat endete am 15. Januar 1998 mit der vollständigen Übergabe der Hoheitsgewalt an die kroatischen Behörden. Es wurde eine friedliche Reintegration für 1998 vereinbart.

### Bosnien und Herzegowina

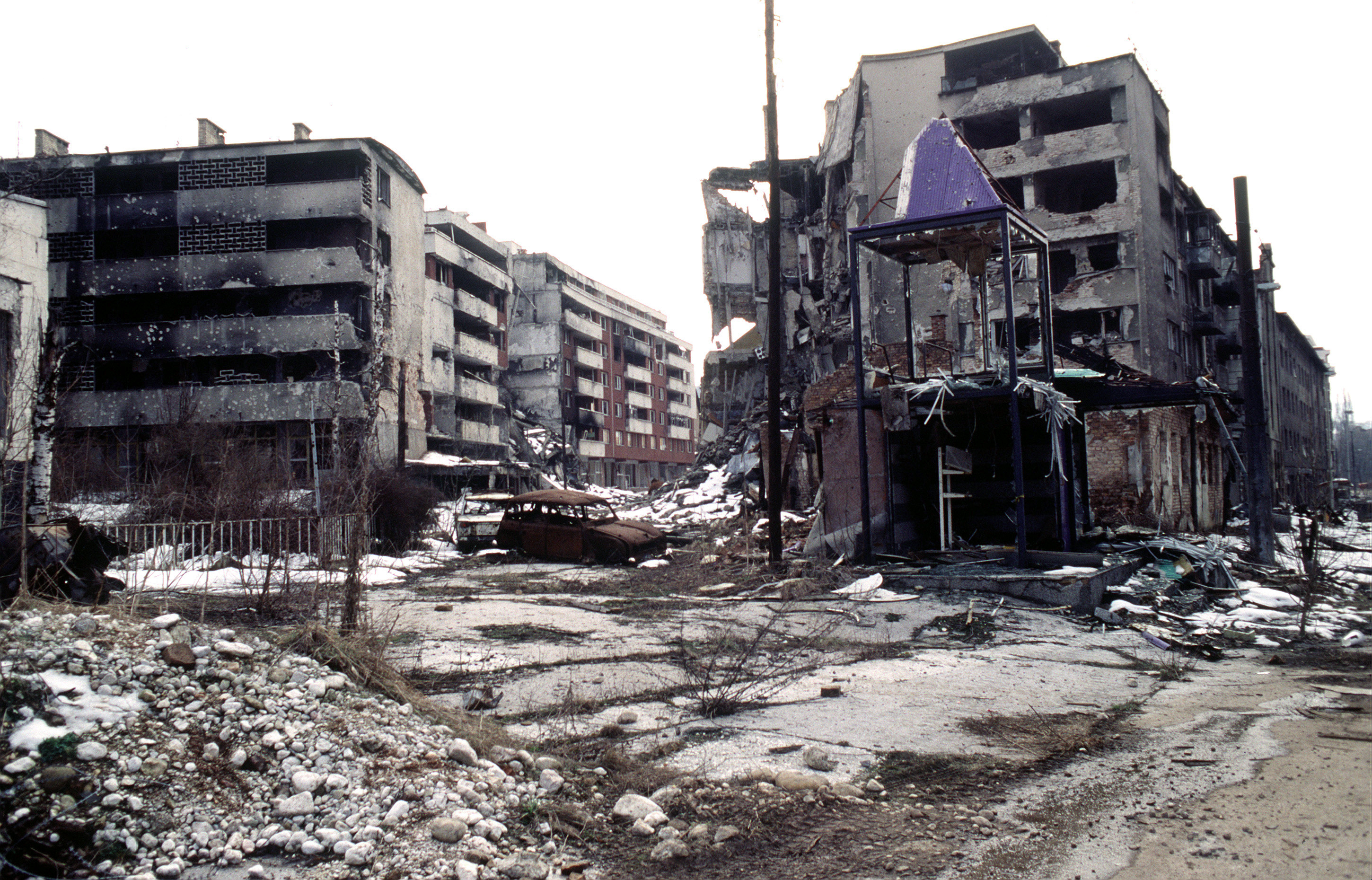
Grbavica, Stadtteil von Sarajevo in Bosnien und Herzegowina

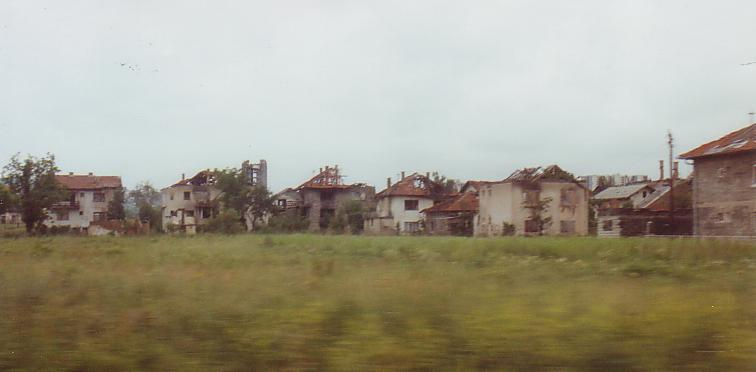
Zerstörte Häuser in der Nähe des Flughafens von Sarajevo

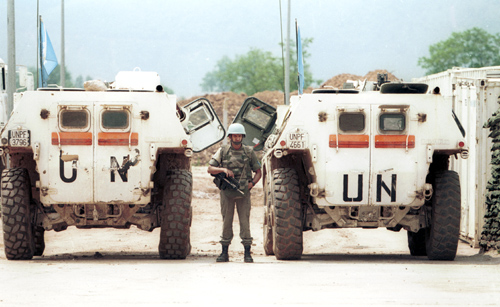
UNPROFOR-Truppen in Sarajevo

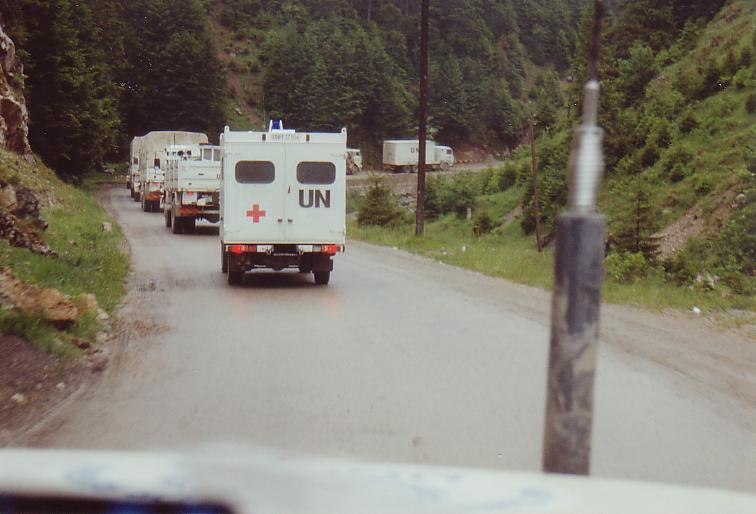
UN-Hilfskonvoi

Am 15. Oktober 1991 verabschiedete das Parlament Bosnien und Herzegowinas gegen die Stimmen der serbischen Vertreter ein Memorandum zur Unabhängigkeit. Die serbische Regierung erklärte am 24. Oktober, sie wolle ein Jugoslawien unter Einschluss der „serbischen Gebiete in Kroatien und Bosnien und Herzegowina“ schaffen. Die serbischen Abgeordneten verließen das Parlament in Sarajevo und begründeten ein eigenes „serbisches Parlament“ in Banja Luka. In Sarajevo demonstrierten am 12. November 100.000 Menschen für ein friedliches Zusammenleben aller drei Volksgruppen in Bosnien und Herzegowina.
Am 9. Januar 1992 proklamierten bosnische Serben in ihrem selbsternannten Parlament die Serbische Republik in Bosnien und Herzegowina.
Nach einem von den Serben boykottierten Referendum am 1. März 1992 verkündete am 3. März auch Bosnien und Herzegowina seine Unabhängigkeit. Es folgten Auseinandersetzungen zwischen bosnischen Serben auf der einen und bosnischen Kroaten und Bosniaken auf der anderen Seite.
Die Belagerung von Sarajevo begann am 5. April 1992 mit der Einnahme des Flughafens durch die Jugoslawische Volksarmee. Nach Anerkennung Bosnien und Herzegowinas durch die EG brachen am Tag darauf in ganz Bosnien-Herzegowina schwere Kämpfe aus.
Am 27. April schloss sich Serbien mit Montenegro zur Bundesrepublik Jugoslawien zusammen. Das Staatspräsidium der Bundesrepublik Jugoslawien gab am 5. Mai den Oberbefehl über die Jugoslawischen Streitkräfte in Bosnien und Herzegowina an die bosnischen Serben ab. Militärische Infrastruktur, die in die Hände der bosnischen Territorialverteidigung oder kroatischer Verbände hätte fallen können, wurde vernichtet. Den bosnischen Serben wurde dagegen militärisches Großgerät überlassen. Am 30. Mai verhängte der UN-Sicherheitsrat Sanktionen gegen Serbien und Montenegro.
Am 3. Juli proklamierte die HDZ unter Führung von Mate Boban die Kroatische Gemeinschaft Herceg-Bosna mit der Hauptstadt Mostar.
Der Reporter Roy Gutman berichtete in der amerikanischen Zeitung „Newsday“ vom 2. August erstmals über Massenmorde in von bosnischen Serben betriebenen Internierungslagern. Der Sprecher des internationalen Komitees vom Roten Kreuz ließ verlauten, dass alle drei Konfliktparteien in Bosnien und Herzegowina Internierungslager eingerichtet hätten.
Auf der Jugoslawien-Konferenz in London unter Vorsitz von EG und UNO einigten sich am 26./27. August alle Kriegsparteien auf 13 Grundsätze zur Konfliktlösung, u. a. Beendigung der Kämpfe, Einhaltung von Menschen- und Minderheitenrechten, Auflösung der Internierungslager, Respektierung der territorialen Integrität aller Staaten der Region. Nachfolgeprobleme der neuen Staaten Ex-Jugoslawiens sollten durch Konsens oder in einem Schiedsverfahren geregelt werden. Ein Lenkungsausschuss unter Vorsitz der beiden Sonderbeauftragten Cyrus Vance und David Owen sollte den Verhandlungsprozess zwischen den Kriegsparteien institutionalisieren.
Am 9. Oktober 1992 verhängte der UN-Sicherheitsrat ein Verbot für militärische Flüge über Bosnien und Herzegowina, das in der Operation Sky Monitor von der NATO überwacht wurde.
Anfang Januar 1993 legten die beiden Vorsitzenden der Genfer Jugoslawienkonferenz, Owen und Vance, einen „Verfassungsrahmen für Bosnien und Herzegowina“ (Vance-Owen-Plan) mit beigefügter Landkarte vor.
Am 25. März unterschrieb der bosnische Präsident Izetbegović den Vance-Owen-Plan. Der Serbenführer Karadžić und das Parlament der bosnischen Serben lehnten den Gesamtplan jedoch ab. Am 1. April beschloss der UN-Sicherheitsrat die militärische Durchsetzung des Flugverbots über Bosnien und Herzegowina. Dazu wurde der NATO eine führende Rolle zugewiesen, welche daraufhin die Operation Deny Flight startete. Am 6. Mai erklärte der Sicherheitsrat Sarajevo und fünf weitere belagerte Städte zu UN-Schutzzonen.
Im April griffen kroatische Streitkräfte unter Tihomir Blaškić zahlreiche bosniakische Gemeinden im zentralbosnischen Lašva-Tal (Lašvanska dolina) an und vertrieben oder ermordeten große Teile der bosniakischen Zivilbevölkerung.
Am 16. Juni einigten sich die Präsidenten Serbiens und Kroatiens, Milošević und Tuđman unter Vermittlung von Owen und Stoltenberg, dem Nachfolger von Vance als UNO-Sonderbeauftragter, über die Aufteilung Bosnien und Herzegowinas: In einer losen Konföderation sollen drei auf ethnischen Gesichtspunkten beruhende Staaten miteinander verbunden sein. Nach einer Erklärung Tuđmans sollte der bosniakische Staat aus zwei Teilen bestehen, einem im Zentrum des Landes und einem in der Region Bihać. Die kroatische Seite sei bereit, den Bosniaken Zugang zum Adria-Hafen Ploče zu gewähren.
Im Herbst 1993 begannen heftige Kämpfe zwischen Truppen des „Kroatischen Verteidigungsrats“ HVO und bosniakischen Einheiten in Zentralbosnien, bei denen es zu Massakern an der Zivilbevölkerung kam. Die Armee der bosnischen Serben setzte ihre Angriffe in Nordbosnien und in den ostbosnischen Enklaven fort.
Kroatische Geschütze zerstörten am 9. November große Teile der Altstadt von Mostar, darunter auch die weltberühmte osmanische Brücke.
Im März 1994 beendeten Kroaten und Bosniaken ihren Konflikt in der Herzegowina und vereinbarten unter US-Vermittlung eine Föderation. Es wurde auch ein erneuter Waffenstillstand zwischen den Krajina-Serben und Kroatien vereinbart, der sich aber wieder als brüchig erwies. Am 10. und 11. April bombardierten amerikanische Flugzeuge serbische Stellungen bei Goražde.
Am 11. Mai einigten sich Vertreter der bosnischen Kroaten und Bosniaken in der US-Botschaft in Wien über die politische Führung und die Grenzen einer künftigen Konföderation: Der Bundesstaat sollte 58 % des Territoriums Bosnien und Herzegowinas umfassen und aus acht Kantonen bestehen. Von diesen sollen vier von den Bosniaken, zwei von den Kroaten und zwei gemischt verwaltet werden. Die Region um Sarajevo sollte mindestens zwei Jahre lang von den UN kontrolliert werden.
Kroaten und Bosniaken setzten ein gemeinsames Oberkommando ein. Das Parlament der neugegründeten „Föderation Bosnien und Herzegowina“ wählte den Kroaten Krešimir Zubak zum Präsidenten. Der bosnische Ministerpräsident Silajdzić stellte am 23. Juni eine gemeinsame Regierung vor, der zehn Bosniaken, sechs Kroaten und ein Serbe angehörten.
Repräsentanten der bosnischen Serben, die ca. 70 % des Territoriums besetzt hielten, wiesen diese Aufteilung zurück. Trotz Vermittlungsbemühungen der UN kam es zu heftigen Kämpfen in Zentralbosnien und Sarajevo.
Die internationale Kontaktgruppe, der Vertreter der UN, der EU, der USA, Russlands, Großbritanniens, Frankreichs und Deutschlands angehören, legte gemeinsam mit Griechenland und Belgien einen neuen Teilungsplan für Bosnien und Herzegowina vor: 49 % des Territoriums werden den bosnischen Serben, 51 % der bosniakisch-kroatischen Föderation zugeteilt. Das selbsternannte Parlament der bosnischen Kroaten und das bosnische Parlament stimmten zu, das selbsternannte Parlament der bosnischen Serben lehnte den Plan ab. Die Regierung der Bundesrepublik Jugoslawien antwortete darauf mit dem Abbruch der politischen und wirtschaftlichen Beziehungen zu den bosnischen Serben und der Schließung der gemeinsamen Grenze.
Bei einem Referendum in den von bosnischen Serben kontrollierten Gebieten wurde der Plan der Kontaktgruppe Ende August von angeblich 96 % der Wähler abgelehnt.
Bosnischen Regierungstruppen gelang es am 20. August, die zuvor von bosniakischen Separatisten kontrollierte Stadt Velika Kladuša in der Autonome Provinz Westbosnien einzunehmen.
Am 24. September beschloss der UN-Sicherheitsrat in der Resolution 943, die Sanktionen gegen Jugoslawien zu lockern, falls die Einhaltung des jugoslawischen Embargos gegen die bosnischen Serben bestätigt werden könne. Dies sollte von internationalen zivilen Beobachtern kontrolliert werden. Aufrechterhalten blieb das Handelsembargo. Die USA zogen sich aus der Überwachung des UN-Waffenembargos zurück.
Am 21. November 1994 flogen NATO-Kampfflugzeuge einen Angriff auf die Landebahn des Flughafens Udbina in der „serbischen Krajina“, von dem aus Serben Luftangriffe gegen Bihać gestartet hatten. Zwei Tage später wurden auch Raketenstellungen der bosnischen Serben im Raum Bihać bombardiert, nachdem zuvor ein britisches Flugzeug beschossen worden war. Als Reaktion blockierten serbische Verbände 350 UN-Soldaten bei Sarajevo und nahmen weitere 55 Blauhelme für mehrere Tage als Geiseln.
Russland erkannte Bosnien und Herzegowina am 21. Februar 1995 an. Andererseits vereinbarten die Verteidigungsminister Russlands und Jugoslawiens am 1. März ein Abkommen über die bilaterale Zusammenarbeit.
Am 6. März schlossen die Oberkommandierenden der Streitkräfte Bosnien und Herzegowinas und Kroatiens ein Militärbündnis, das einen gemeinsamen Kommandostab vorsah.
Einheiten der bosnischen Serben transportierten am 22. Mai schwere Waffen aus einem Waffendepot der UNO ab. Das UNO-Kommando forderte die sofortige Rückgabe. Am 25. Mai bombardierte die NATO ein Munitionsdepot der bosnischen Serben in Pale, nachdem das Ultimatum zur Rückgabe der gestohlenen Waffen verstrichen war. Die Serben antworteten mit Artilleriebeschuss von Sarajevo und Tuzla, brachten eine Anzahl von Blauhelmen als Geiseln in ihre Gewalt und verlangten für ihre Freilassung die Einstellung der Luftangriffe.
Am 11. Juli eroberten serbische Truppen die UN-Schutzzone Srebrenica und begingen in den folgenden Tagen das schwerste Massaker des Krieges, dem mehrere Tausend Bosniaken zum Opfer fielen. Im August legten die USA dem UNO-Sicherheitsrat Fotomaterial eines US-Aufklärers vor. Die Bilder lassen auf Massenexekutionen und -gräber in der Region schließen.
Unmittelbar nach Beendigung der Militäroperation Oluja wurde gemeinsam mit bosnischen Regierungstruppen die im Abkommen von Split zwischen der bosnischen und kroatischen Regierung vereinbarte Militäroperation Maestral begonnen. Das von Serben kontrollierte Territorium in Bosnien und Herzegowina schrumpfte innerhalb weniger Tage von 70 % auf etwa 47 %.
Am 21. November 1995 wurde unter Vermittlung von Deutschland, Frankreich, Großbritannien, Russland und den USA der Friedensvertrag von Dayton geschlossen. Bosnien und Herzegowina wurde dadurch zu einem föderativen Staat mit zwei Entitäten. Dem Abschlussdokument war unter starkem amerikanischem Vermittlungsdruck am 12. November das Abkommen von Erdut zwischen der Serbenführung in Ostslawonien und der kroatischen Regierung vorangegangen, das die Wiedereingliederung Ostslawoniens in das kroatische Staatsgebiet vorsah. Die Demilitarisierung des Gebietes und die Rückkehr der Flüchtlinge sollte für die Dauer eines Jahres von einer eigens aufgestellten „Implementation Force“ (IFOR) der NATO im Auftrag der UN geleistet werden, die zunächst 57.000 Soldaten umfasste. Der Vertrag wurde am 14. Dezember in Paris von den drei Präsidenten Izetbegović, Milošević und Tuđman unterzeichnet.
Im Dezember 1996 wurde die IFOR durch die SFOR („Stabilization Force“) mit dem Ziel der Stabilisierung des Landes abgelöst. Seit Dezember 2004 wird dieser Auftrag von der EUFOR (Mission „Althea“) wahrgenommen. Die Truppenstärke der internationalen Streitkräfte wurde inzwischen mehrfach reduziert (2010 auf weniger als 2000, Anfang 2018 lag sie bei 630).

### Kosovo
Im September 1992 proklamierten Kosovo-Albaner unter Ibrahim Rugova die unabhängige „Republik Kosova“, die aber weder von Serbien noch international anerkannt wurde, außer von Albanien, das Kosovo seither als unabhängigen Staat sieht. In den folgenden Jahren unterstützte die Mehrheit der Kosovo-Albaner Rugovas Politik des gewaltlosen Widerstandes.
Mit den Friedensabkommen von Dayton und Erdut wurden die Kriege in Bosnien und Herzegowina bzw. Kroatien 1995 beendet, ohne dass der ungelöste Kosovo-Konflikt berücksichtigt wurde. Ein zunehmender Teil der Albaner begann am Sinn des gewaltlosen Widerstandes zu zweifeln und unterstützte die UÇK, die ab 1997 mit bewaffneten Aktionen gegen die serbische Polizei in Erscheinung trat.
Vom 24. März bis zum 10. Juni 1999 führte die NATO einen Luftkrieg gegen die Bundesrepublik Jugoslawien mit dem erklärten Ziel, eine humanitäre Katastrophe im Kosovo zu verhindern. Im Anschluss an den Krieg wurde der Kosovo unter UN-Verwaltung gestellt, blieb aber formal Bestandteil der Bundesrepublik Jugoslawien. Die militärische Kontrolle übernahm – bis heute – die NATO-geführte KFOR-Truppe.
Im März 2004 flammte der ethnische Konflikt zwischen Albanern und den Minderheiten im Kosovo kurzzeitig wieder auf, als es zu konzertierten Gewalttätigkeiten überwiegend gegen Serben und ihren religiösen Stätten, aber auch gegen Roma und Aschkali kam. Etwa 50.000 Personen nahmen an diesen Gewalttätigkeiten teil, bei denen 19 Menschen getötet, mehr als 1.000 verletzt und über 4.000 vertrieben wurden. Bis heute werden neben den serbischen Enklaven immer wieder auch Einrichtungen der UNMIK Ziele von Übergriffen.
Seit der Unabhängigkeitserklärung vom 17. Februar 2008 ist Kosovo aus Sicht seiner Institutionen ein souveräner Staat, welcher inzwischen von 117 der 193 UN-Mitglieder anerkannt wurde (siehe Internationale Anerkennung des Kosovo).

### Mazedonien
Am 19. November 1991 erklärte Mazedonien seine Unabhängigkeit. Mazedonien war das einzige Land, das ohne Belgrader Widerstand die Unabhängigkeit erklären konnte, allerdings nahm die jugoslawische Bundesarmee bei ihrem Abzug sämtliche schwere Ausrüstung mit sich. 500 US-Soldaten wurden danach in Mazedonien zur Aufrechterhaltung des Friedens unter UN-Mandat stationiert. Der Präsident Kiro Gligorov unterhielt gute Beziehungen zu Belgrad und den anderen Teilrepubliken.
Mitte Februar 1995 kam es zu gewaltsamen Auseinandersetzungen zwischen Angehörigen der albanischen Minderheit und mazedonischen Sicherheitskräften.
2001 intervenierte die mazedonische Armee gegen aufständische albanische Separatisten im Nordwesten des Landes.

## Kriegsopfer
Folgende Zahlen der Republiken zu den Kriegsopfern sind bekannt:
- Bosnien und Herzegowina: Eine von der norwegischen Regierung finanzierte Untersuchung durch das Research and Documentation Center (IDC) in Sarajevo kam im November 2005 zu einer Zahl von 97.207 Toten und Vermissten (80.545 Tote, 16.662 Vermisste), davon 66 Prozent Bosniaken, 26 Prozent Serben und 8 Prozent Kroaten.[33] Unter den Zivilisten sei der Anteil der Bosniaken noch höher.[33] Während des Bosnienkrieges seien insgesamt wahrscheinlich 100.000 Menschen ums Leben gekommen.[33]
- Kroatien: Nach Angaben der kroatischen Regierung aus dem Jahr 1995 12.131 Tote, darunter 8100 Zivilisten, 33.043 Verwundete, 2251 Verschollene auf Seiten der Kroaten und 6780 Tote auf Seiten der dort lebenden Serben.
- Slowenien: bei den slowenischen Truppen 18 Tote und 182 Verletzte, bei der jugoslawischen Volksarmee 44 Tote und 146 Verletzte (Schätzungen)
- Kosovo: 4000 Leichen oder Leichenteile bis 2002 ausgegraben, etwa 800 albanische Tote wurden bislang in Serbien gefunden (da es bis heute keine genauen offiziellen Zahlen gibt, beruhen die Opferzahlen auf Flüchtlingsberichten und Massengrabfunden).
- Serbien: die NATO-Operation 1999 führte zu etwa 5000 Todesopfern in der Bundesrepublik Jugoslawien (NATO-Angaben); nach jugoslawischen Angaben kamen 462 Soldaten, 114 Polizisten und etwa 2000 Zivilisten ums Leben (Angaben der Jugoslawischen Volksarmee).

## Gerichtsprozesse

### Internationaler Strafgerichtshof für das ehemalige Jugoslawien

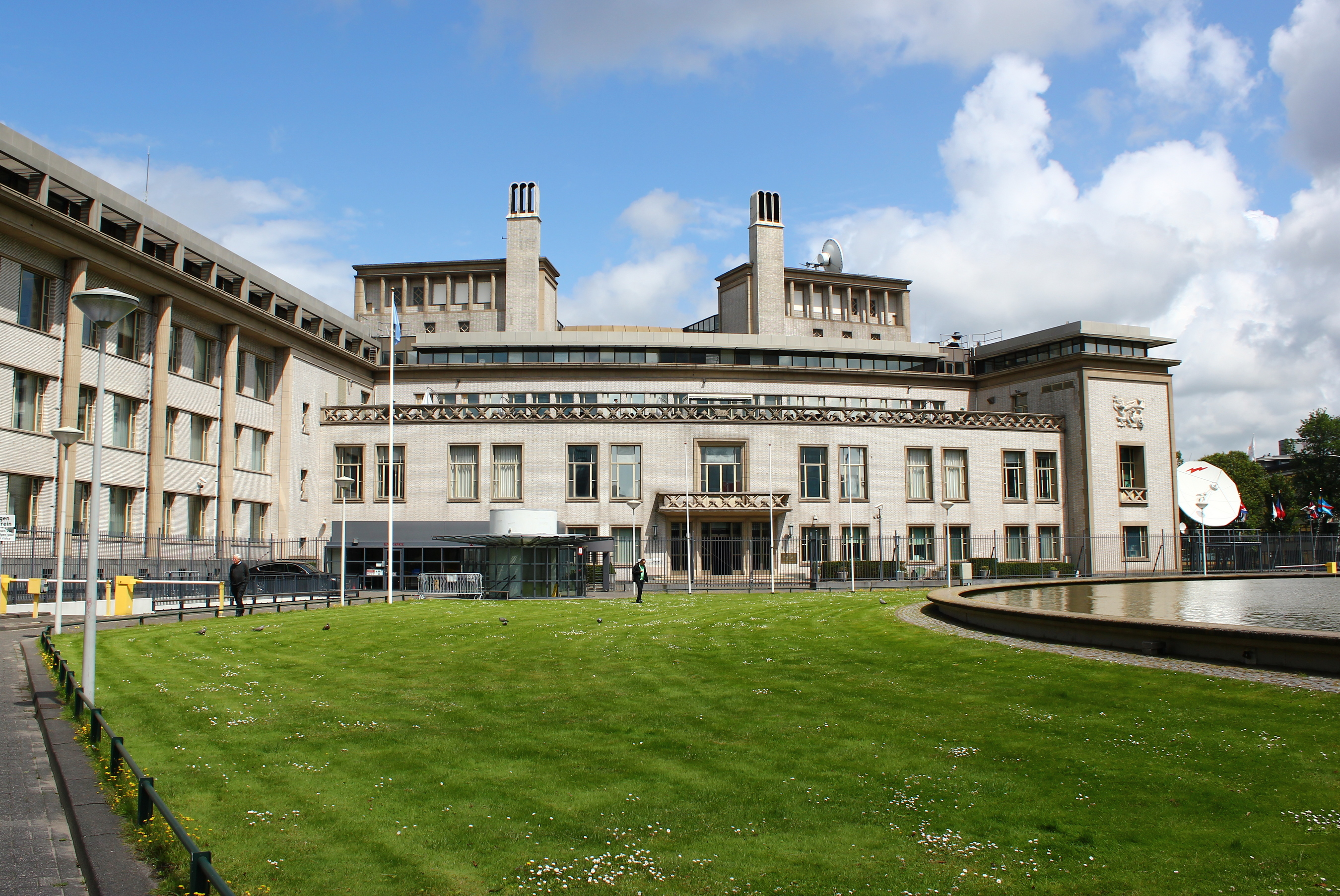
Gebäude des ICTY in Den Haag

Der Internationale Strafgerichtshof für das ehemalige Jugoslawien (ICTY) verhandelt seit dem Jahr 1994 einen Teil der individuell als Einzelperson oder Teil einer Befehlskette begangenen Kriegsverbrechen. Als Nachfolgeeinrichtung des ICTY, der im Jahr 2017 seine Arbeit einstellte, fungiert ab Juli 2012 der Internationale Residualmechanismus für die Ad-hoc-Strafgerichtshöfe.

### Internationaler Gerichtshof
13 Jahre nach Einreichung der Klage von Bosnien und Herzegowina gegen die damalige Bundesrepublik Jugoslawien wurde am 26. Februar 2007 von dem Internationalen Gerichtshof in Den Haag das Verfahren gegen den Staat Serbien und Montenegro beendet. Das Gericht entschied dabei, dass es sich bei dem Massaker von Srebrenica um Völkermord handelte, für den die Führer der Republika Srpska verantwortlich waren. Ein direkter Schuldspruch gegen Serbien wurde nicht gesprochen, allerdings wird Serbien vorgehalten, nicht alles Mögliche unternommen zu haben, den Völkermord zu verhindern.
Kroatien hatte 1999 eine Völkermordklage gegen Serbien eingereicht, die von diesem Gericht im Jahr 2008 angenommen wurde. Im Januar 2010 reichte Serbien eine Klage gegen Kroatien wegen Völkermords ein. Im Februar 2015 wurden beide Klagen abgewiesen. Der Präsident des Internationalen Gerichtshofs, Peter Tomka, bestätigte zwar, dass zahlreiche Verbrechen verübt worden seien. Keine der Parteien habe allerdings beweisen können, dass das jeweils andere Land die Bevölkerung in den besetzten Gebieten oder Teile von ihr habe vernichten wollen.

## Weiter bestehende Konflikte
Auch nach den Kriegen gibt es auf dem Gebiet des ehemaligen Jugoslawiens noch ungelöste Konflikte.

## Filme

### Dokumentarfilme
- 1993: Warheads – Söldner im Balkan[37]
- 1994: Bosna![38]
- 1995: Bruderkrieg – Der Kampf um Titos Erbe
- 2010: Once Brothers (= 30 for 30. Staffel 1, Folge 25)[39]
- 2010: Dokumentarfilm Deutschlands Weg in den Kosovo-Krieg - Es begann mit einer Lüge (WDR/ARD)
- 2010: Der "Balkankonflikt" – Chronologie eines europäischen Krieges (Spiegel TV)[40]
- 2019: Balkan in Flammen (3 Teile)[41][42]

### Spielfilme
- 1993: Vrijeme za…[43]
- 1995: Der Blick des Odysseus
- 1995: Underground
- 1996: Dörfer in Flammen (Lepa sela lepo gore)[44]
- 1997: Die Friedensmission – 10 Stunden Angst
- 1997: Welcome to Sarajevo
- 1998: Savior – Soldat der Hölle
- 1999: Warriors – Einsatz in Bosnien
- 2001: Im Fadenkreuz – Allein gegen alle
- 2001: No Man’s Land
- 2003: Gori vatra – Feuer! (Gori vatra)
- 2004: Das Leben ist ein Wunder
- 2005: Das geheime Leben der Worte
- 2006: Esmas Geheimnis – Grbavica
- 2006: Karaula[45]
- 2007: Hunting Party – Wenn der Jäger zum Gejagten wird
- 2011: In the Land of Blood and Honey
- 2015: A Perfect Day
- 2017: Men Don't Cry (Muškarci ne plaču)
- 2019: The Balkan Line
- 2020: Quo Vadis, Aida?

### Lexika
- Holm Sundhaussen: Postjugoslawische Kriege (1991–95, 1998/99). In: Konrad Clewing, Holm Sundhaussen (Hrsg.): Lexikon zur Geschichte Südosteuropas. Böhlau, Wien u. a., 2016, ISBN 978-3-205-78667-2, S. 742–747.

### Aufsätze
- Marie-Janine Calic: Der erste „neue Krieg“? Staatszerfall und Radikalisierung der Gewalt im ehemaligen Jugoslawien. In: Zeithistorische Forschungen/Studies in Contemporary History. Nr. 1, 2005, S. 71–87 (zeithistorische-forschungen.de).

### Handbücher
- Dunja Melčić (Hrsg.): Der Jugoslawien-Krieg: Handbuch zu Vorgeschichte, Verlauf und Konsequenzen. 2., aktualisierte und erweiterte Auflage. VS Verlag für Sozialwissenschaften, 2007, ISBN 978-3-531-33219-2.

### Bücher
- Norbert Mappes-Niediek: Krieg in Europa. Der Zerfall Jugoslawiens und der überforderte Kontinent. Rowohlt, Berlin 2022, ISBN 978-3-7371-0126-4
- Diana Johnstone: La Croisade des fous : Yougoslavie, première guerre de la mondialisation, Le temps des cerises, 2005.
- Jože Pirjevec: Le guerre jugoslave: 1991–1999. Einaudi, Torino 2014 (italienisch, slowenisch: Jugoslovanske vojne: 1991–2001. 2002.).
- Johannes M. Becker, Gertrud Brücher (Hrsg.): Der Jugoslawienkrieg: eine Zwischenbilanz. Analysen über eine Republik im raschen Wandel (= Schriftenreihe zur Konfliktforschung. Band 23). Lit Verlag, Berlin/Münster 2001, ISBN 3-8258-5520-1.[46]
- Ernst Lohoff: Der Dritte Weg in den Bürgerkrieg. Jugoslawien und das Ende der nachholenden Modernisierung. Horlemann, Bad Honnef 1996, ISBN 3-89502-055-9
- Malte Olschewski: Von den Karawanken bis zum Kosovo: Die geheime Geschichte der Kriege in Jugoslawien. Braumüller, Wien 2000, ISBN 3-7003-1328-4.
- Reneo Lukic, Allen Lynch: Europe from the Balkans to the Urals. The Disintegration of Yugoslavia and the Soviet Union. Oxford University Press, Oxford 1996.
- Christopher Bennet: Yugoslavia's Bloody Callapse. Causes, Course und Consequences. Hurst & Company, London 1995.
- Laura Silber, Allan Little: Bruderkrieg: Der Kampf um Titos Erbe. Verlag Styria, Graz 1995, ISBN 3-222-12361-6 (englisch: The Death of Yugoslavia. 1995. Übersetzt von Walter Erdelitsch).
- Leonard J. Cohen: Broken Bonds: Yugoslavia's Disintegration And Balkan Politics In Transition. 2. Auflage. Westview Press, 1995, ISBN 978-0-8133-2477-7.

### Internationale Politik
- Nikolaus Jarek Korczynski: Deutschland und die Auflösung Jugoslawiens: Von der territorialen Integrität zur Anerkennung Kroatiens und Sloweniens. Studien zur Internationalen Politik 1/2005, ISSN 1431-3545.
- Sonia Lucarelli: Europe and the Breakup of Yugoslavia. Kluwer Law International, Den Haag 2000.
- Eric A. Witte: Die Rolle der Vereinigten Staaten im Jugoslawien-Konflikt und der außenpolitische Handlungsspielraum der Bundesrepublik Deutschland (1990–1996). in: Mitteilungen Nr. 32, März 2000, des Osteuropa-Instituts München.
- James Gow: Triumph of the Lack of Will. International Diplomacy and the Yugoslav War. Hurst & Company, London 1997.
- Jane M. O. Sharp: Honest Broker or Perfidious Albion? British Policy in Former Yugoslavia. Institute for Public Policy Research IPPR, London 1997.
- Hanns W. Maull: Germany and the Yugoslav Crisis, in: Survival, Vol. 37, No. 4, Winter 1995–96, S. 99–130.
- Thomas Paulsen: Die Jugoslawienpolitik der USA 1989–1994. Begrenztes Engagement und Konfliktdynamik. Nomos Verlagsgesellschaft, Baden-Baden 1995.
- Angelika Volle, Wolfgang Wagner (Hrsg.): Der Krieg auf dem Balkan. Die Hilflosigkeit der Staatenwelt. Verlag für Internationale Politik, Bonn 1994.

### Verbrechen
- Christian Konle: Makrokriminalität im Rahmen der jugoslawischen Sezessionskriege. Kriminologische Untersuchungen der von serbischer Seite in Bosnien-Herzegowina und Kroatien verübten Menschenrechtsverletzungen. Herbert Utz Verlag, München 2010, ISBN 978-3-8316-0943-7 (zugl. Regensburg, Univ., Dissertation, 2009).
- Hajo Funke, Alexander Rhotert: Unter unseren Augen. Ethnische Reinheit: Die Politik des Milosevic-Regimes und die Rolle des Westens. Das Arabische Buch, Berlin 1999, ISBN 3-86093-219-5.
- Hans Benedikter: Die bitteren Früchte von Dayton. Völkermord und Vertreibungsterror in Kroatien und Bosnien-Herzegowina, das Versagen des Westens, ein Friede ohne Gerechtigkeit, Menschenrechte und Demokratiefragen, die Protestbewegung in Belgrad. Autonome Region Trentino-Südtirol, Bozen 1997.

### Volkskunde und Propaganda
- Ivan Čolović: Bordell der Krieger: Folklore, Politik und Krieg. fibre Verlag, Osnabrück 1994, ISBN 3-929759-08-X (Originaltitel: Bordel ratnika: Folklor, politika i rat. Belgrad 1993.).